# باوندز غرين (محطة مترو أنفاق لندن)
باوندز غرين (بالإنجليزية: Bounds Green)‏ هي إحدى محطات مترو أنفاق لندن. تقع على خط بيكاديلي أفتتحت في المنطقة (Zone) رقم 3 و4 أفتتحت في 19 سبتمبر 1932.